# 鳥飼亜斗夢
鳥飼 亜斗夢（とりかい あとむ、1996年4月6日 - ）は、日本の男子バレーボール選手である。

## 来歴
福岡県福岡市出身。12歳のときに祖父と父の影響でバレーボールを始める。
筑紫台高等学校、東亜大学を経て、2018年、V1のサントリーサンバーズの内定選手となり、2019年入団。
入団1年目の2019年11月24日、V1の大分三好ヴァイセアドラー戦に出場し、V1デビューを果たした。
2021年、V2のサフィルヴァ北海道に期限付きで移籍した。2022年サントリーに復帰。
2023年、2023-24シーズンのサントリー新体制において、ポジションがアウトサイドヒッターからオポジットに変更となった。
2025年2月、2024-25シーズンでの勇退が発表された。

## 所属チーム
- 筑紫台高等学校（2012-2015年）
- 東亜大学（2015-2019年）
- サントリーサンバーズ/サントリーサンバーズ大阪（2019-2025年）
  - サフィルヴァ北海道（2021-2022年）